# Європейський комітет з електротехнічної стандартизації

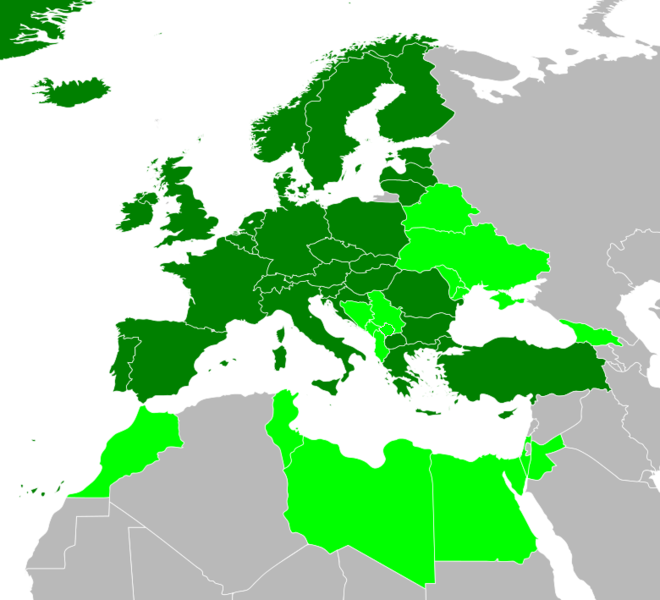
Члени

Європейський комітет з електротехнічної стандартизації, CENELEC (фр. Comité Européen de Normalisation Électrotechnique; англ. European Committee for Electrotechnical Standardization) відповідає за європейську стандартизацію в галузі електротехніки . Разом з ETSI (телекомунікації) та CEN (інші технічні сфери) він утворює європейську систему технічної стандартизації. Стандарти, узгоджені цими агенціями, регулярно приймаються у багатьох країнах за межами Європи, які слідують європейським технічним стандартам. Хоча CENELEC тісно співпрацює з Європейським Союзом, він не є інститутом ЄС. Тим не менш, його стандарти є «EN» стандартами ЄС (та ЄЕП), завдяки Регламенту ЄС 1025/2012.
CENELEC був заснований в 1973 році. До цього за електротехнічну стандартизацію відповідали дві організації: CENELCOM та CENEL.
CENELEC — некомерційна організація, що зареєстрована і діє згідно з бельгійським законодавством. Базується в Брюсселі. Членами є національні органи з електротехнічної стандартизації більшості європейських країн.

## Відносини з країнами

### Члени
Поточні члени CENELEC: Австрія, Бельгія, Болгарія, Хорватія, Кіпр, Чехія, Данія, Естонія, Фінляндія, Франція, Німеччина, Греція, Угорщина, Ісландія, Ірландія, Італія, Латвія, Литва, Люксембург, Мальта, Нідерланди, Північна Македонія, Норвегія, Польща, Португалія, Румунія, Сербія, Іспанія, Словаччина, Словенія, Швеція, Швейцарія, Туреччина та Велика Британія.

### Афілійовані члени
Албанія, Білорусь, Боснія / Герцеговина, Єгипет, Грузія, Ізраїль, Йорданія, Лівія, Молдова, Чорногорія, Марокко, Туніс та Україна наразі є «афілійованими членами» з метою стати повноправними членами.

### Інше
CENELEC має угоди про співпрацю з: Канадою, Китаєм, Японією. Південною Кореєб, Росією та неофіційну угода зі США.

## Історія
Після Дрезденської угоди (1996) CENELEC координує стандартні заходи з розвитку з МЕК. Старіші стандарти IEC були перетворені в 1997 році шляхом додавання 60000, наприклад, IEC 27 став IEC 60027, і ті ж стандарти публікуються також у серії EN 60000, що свідчить про прийняття CENELEC як європейського стандарту; наприклад, IEC 60034 також доступний як EN 60034. Регіональні європейські стандарти, видані CENELEC і які не прийняті стандартами IEC, пронумеровані у серії EN 50000.
Станом на 2017 рік понад 90 % стандартів, прийнятих CENELEC, використовували процес Дрезденської угоди. Альтернативний процес, в якому Національний комітет-член пропонує стандарт, називається процесом (або процедурою) Віламури .
Дрезденська угода була оновлена Франкфуртською угодою у жовтні 2016, а рішення детально описані в Керівництві CENELEC 13 (2016). Після публікації цього посібника стандарти IEC, прийняті CENELEC, позначені як «EN IEC 6xxxx».

## Голосування
Станом на 2001 була встановлена зважена система голосування, де країни-члени мали наступну кількість голосів:
- Франція, Німеччина, Італія та Велика Британія: 10 голосів (кожен)
- Іспанія: 8 голосів
- Бельгія, Греція, Нідерланди, Португалія та Швейцарія: 5 голосів
- Австрія та Швеція: 4 голоси
- Данія, Фінляндія, Ірландія та Норвегія: 3 голоси
- Люксембург: 2 голоси
- Ісландія: 1 голос

Щоб пропозиція була прийнята, 71 % членів повинні висловитись (згідно з зваженою системою вище), або 71 % членів ЄЕП мають бути за (крім Швейцарії).
Станом на 2017 рік ця система була оновлена таким чином:
- Франція, Німеччина, Італія, Велика Британія, (не ЄС) Туреччина: 29 голосів (кожен)
- Польща та Іспанія: 27 голосів
- Румунія: 14 голосів
- Нідерланди: 13 голосів
- Бельгія, Чехія, Греція, Угорщина та Португалія: 12 голосів
- Австрія, Болгарія, Швеція та (поза ЄС) Швейцарія: 10 голосів
- Хорватія, Данія, Фінляндія, Ірландія, Литва, Словаччина та (поза ЄС) Норвегія: 7 голосів
- Кіпр, Естонія, Латвія, Люксембург, Словенія та (поза ЄС) Північна Македонія: 4 голоси
- Мальта та Ісландія, що не входять до ЄС: 3 голоси

Середньозважений рівень голосування підтримувався на рівні 71 %, тобто якщо 17 країн з найбільшою вагою проголосують за стандарт, він пройде (це також означає, що перші 50 % [за вагою] країн, які голосують за) Якщо пропозиція не проходить таким способом, то проводиться повторне голосування з урахуванням лише членів ЄС, при цьому поріг знову становить 71 %. Однак, на відміну від країн-членів ЄС, від країн, що не належать до CENELEC, які не є членами ЄС, не потрібно переводити стандарти EN у національні стандарти (хоча вони зазвичай роблять це).